# 35 Девы
35 Девы (лат. 35 Virginis), HD 111239 — одиночная звезда в созвездии Девы на расстоянии приблизительно 665 световых лет (около 204 парсек) от Солнца. Визуальная звёздная величина звезды — +6,449m.

## Характеристики
35 Девы — красный гигант спектрального класса M0, или M0-1III, или M3IIIb, или M4III, или M5, или Ma. Масса — около 3,502 солнечной, радиус — около 62,09 солнечного, светимость — около 347,076 солнечной. Эффективная температура — около 3790 K.

## Планетная система
В 2019 году учёными, анализирующими данные проектов Hipparcos и Gaia, у звезды обнаружена планета HIP 62443 b.